# 서울 관음사 석조보살좌상
서울 관음사 석조보살좌상(서울 觀音寺 石造菩薩坐像)은 서울특별시 관악구 남현동, 관음사에 있는 불상이다. 2011년 11월 24일 서울특별시 유형문화재 제321호로 지정되었다.

## 개요
관악구 남현동 519-3에 위치한 관음사는 신라말 895년(진성여왕 9년)에 도선국사가 창건했다고 전해진다. 관음사는 1977년 극락전 해체 당시에 발견된 상량문과 《봉은사본말사지》에 관련기록이 남아 있으나, 석조보살좌상에 관한 기록은 전하지 않는다. 남아 있는 관음사 중건 상량문에 의하면 조선 숙종 42년(1716) 4월 21일에 경내 극락전을 개축하였음을 알 수 있으며, 《범우고》, 《가람고》, 《여지도서》(與地圖書) 등을 통해서도 당시 관음사의 사세(寺勢)를 짐작할 수 있다.
관음사 석조보살좌상은 1973년 3월 현 주지스님 취임 당시부터 경내 삼성각에 봉안되어 있었다고 전하며, 현재는 별도로 관리하고 있다.
석조보살좌상은 총 높이가 44.2cm인 화강암으로 조성된 작은 불상으로 보살좌상의 바닥면에는 방형의 복장공이 뚫려 있는데, 현재 내부는 비어있는 상태이며 복장유물은 남아 있지 않다.
이 보살좌상은 1차 조사(2011년 4월 23일) 당시 상의 전면에 걸쳐 두터운 호분이 칠해져 있었는데 호분으로 인해 상의 정확한 상태와 양식적 특징이 파악되지 않아 호분을 제거한 후 다시 2차 조사(2011년 7월 19일)를 실시하였다. 호분 제거 후 드러난 보살좌상의 전모는 제거 전과는 큰 차이를 보이는데, 비록 크기는 작지만 불상 각 부분의 조각이 섬세하며 상태도 두 눈과 코 끝을 제외하고는 손상된 곳 없이 완전한 모습으로 보존되어 있음을 알 수 있었다.
이 석조보살좌상은 2단의 단판 앙련 위에 결가부좌를 하고 있으며 통견 법의 안에는 가슴을 가로지른 옷자락과 띠 매듭이 정교하게 표현되어 있다. 통견 법의 위에는 또 한 자락의 가사가 왼쪽 어깨 위와 팔뚝을 덮고 있고, 오른쪽 어깨 위에도 반달모양의 옷자락이 살짝 걸쳐져 있다.
수인(手印)은 오른손바닥 위에 왼손바닥을 겹쳐 얹고 엄지손가락을 서로 맞대고 있는 선정인의 모양인데 손가락이 유난히 길게 표현되어 있다. 선정인(禪定印) 아래로 U자형의 옷주름이 늘어져 있으며, 늘어진 옷자락이 대좌 상단을 살짝 덮고 있다.
머리에는 높이가 낮은 산(山) 모양의 보관을 쓰고 있으며, 머리 뒤에는 보관을 묶은 리본이 섬세하다. 리본 밑으로는 보관띠가 보살좌상의 등 뒤에 이르기까지 길게 늘어져 있다. 보관 안에는 보발(寶髮)을 묶은 보계가 있는데, 통상적으로 보계가 위로 솟아져 있는 형태인데 반하여 뒤로 젖혀져 있어 높이가 낮다는 점이 특징이다.
보계 앞에는 여의두 모양의 장식이 붙어 있다. 보살의 머리카락은 귀를 지나 어깨 위까지 늘어져 있는데, 어깨 위를 덮고 있는 세 가닥 보발(寶髮)의 표현이 정교하다. 또한 양쪽 귀에는 꽃 모양의 귀고리 조각이 잘 남아 있으며, 머리카락에는 검은색 채색이, 대좌에는 붉은색 채색이 여전히 남아있는데, 채색의 시기는 정확히 알 수 없다.
보살좌상의 존명(尊名)은 현재 봉안 사찰의 사찰명이 관음사인 관계로 관세음보살로 추정할 수 있지만 복장유물과 관련기록이 남아 있지 않아 정확히 알 수 없으며, 또한 선정인의 수인 위에 보살상의 지물이 있었을 가능성도 배재할 수 없지만 이 역시 현재로서는 확인이 어려운 상황이다. 그러나 가슴 앞의 가로 주름과 그 아래의 리본, 오른쪽 어깨를 덮은 반달 모양의 옷자락, 왼쪽 팔위의 ‘Ω’형 옷자락의 표현 등에서 볼 때 조선 전기, 특히 16세기 불좌상에서 일반적으로 나타나는 특징이 잘 나타나 있다고 할 수 있다.
관음사 석조보살좌상은 제작연대를 알 수 있는 뚜렷한 복장유물이나 문헌자료가 남아있지는 않지만, 신체비례와 착의법, 보관 등에서 조선 전기(16세기)에 제작된 것으로 추정할 수 있으며, 비록 크기는 작지만 현재 얼굴 부분을 제외하고는 전체적으로 보존상태도 좋고, 조각이 매우 우수하다는 점에서 서울특별시 유형문화재로 지정되었다.

## 참고 자료
- 서울 관음사 석조보살좌상 - 국가유산청 국가유산포털